# Михальчук, Андрей Сергеевич
Андре́й Сергеевич Михальчу́к (укр. Андрій Сергійович Михальчук; 3 ноября 1967, Киев, СССР) — советский, украинский футболист, защитник. Также имеет польское гражданство.

## Биография

### Футбольная карьера
Начал заниматься футболом в Киеве, где закончил спорт-интернат. После он служил в армии, в обычной воинской части. С 1998 по 1990 год выступал за «Актюбинец». В 1990 году попал в польский «Химик» из города Быдгощ. Сумев удачно проявить себя, он перешёл в «Видзев» из города Лодзь. Его пригласили как нападающего, но вскоре он играл как в полузащите так и в защите. В первом сезоне Михальчук став первым легионером в истории «Видзева» в еврокубках. Тогда «Видзев» встречался с немецким «Айнтрахтом», первый матч «Видзев» свёл к ничьей 2:2, но второй матч проиграл с разгромным счётом 0:9. В сезоне 1994/1995 «Видзев» занял 2 место, уступив варшавской «Легии». В сезонах 1995/1996 и 1996/1997 вместе с командой Михальчук стал чемпионом. В 1996 году «Видзев» выиграл Суперкубок обыграв хожувский «Рух» (0:0, по пен. 5:4), Михальчук участие в матче не принял. В 1997 году в финале Суперкубка «Видзев» проиграл варшавской «Легии» 2:1, Михальчук вышел на 57 минуте вместо Марцина Заяца. В сезоне 1998/1999 «Видзев» занял 2 место, уступив краковской «Висле». В «Видзеве» Андрей Михальчук стал капитаном команды, сыграв 223 матча и забив 25 голов. Зимой 2002 года покинул «Видзев» и после выступал за «Сталь» из Гловно. В июне 2004 года сыграл свой прощальный матч между «Видзевом» и друзьями Андрея Михальчука. С 2006 по 2009 год играл за любительский клуб «Гра-Лех» из Йорданува.

### Личная жизнь
Со своей женой он познакомился в Быдгоще, она играла в местной волейбольной команде.

## Достижения
- Чемпион Польши (2): 1995/1996, 1996/1997
- Серебряный призёр чемпионата Польши (2): 1994/1995, 1998/1999
- Обладатель Суперкубка Польши (1): 1996